# Streymoy
Streymoy (en danés: Strømø) es la isla de mayor tamaño del archipiélago de las Feroe (Dinamarca), situado en el mar de Noruega. En el sur de la costa oriental se encuentra situada la capital Tórshavn. Su nombre significa La Isla de las Corrientes (Marinas).

## Geografía
La isla tiene una extensión de 47 km de largo y 10 km de ancho. Hay dos fiordos en la zona sudeste: Kollafjørður y Kaldbaksfjørður. Es una isla principalmente montañosa, especialmente en la zona noroeste, donde se encuentra situado el monte Kopsenni de 789 metros. Dicha área se caracteriza por acantilados de más de 500 metros.
Como en el resto del archipiélago, existen numerosos arroyos y lagos de pequeño tamaño. La vegetación carece de árboles, siendo principalmente compuesta por arbustos y hierba.
Streymoy está separada de la vecina Eysturoy, la segunda isla en tamaño del archipiélago, por el estrecho oriental de Sundini. Al oeste, se encuentra la isla de Vágar, y al sur Sandoy. Tres pequeños islotes rodean la zona sur de esta región: Koltur, Hestur y Nólsoy.

## Población
Alrededor de 23.000 habitantes residen actualmente en la isla, lo que supone el 40% de la población de las Islas Feroe. La mayor parte de ellos viven en la capital, Tórshavn, con una población de aproximadamente 15.000 habitantes. Además de ser el centro gubernamental y comercial de todas las islas, es el puerto principal de la región.

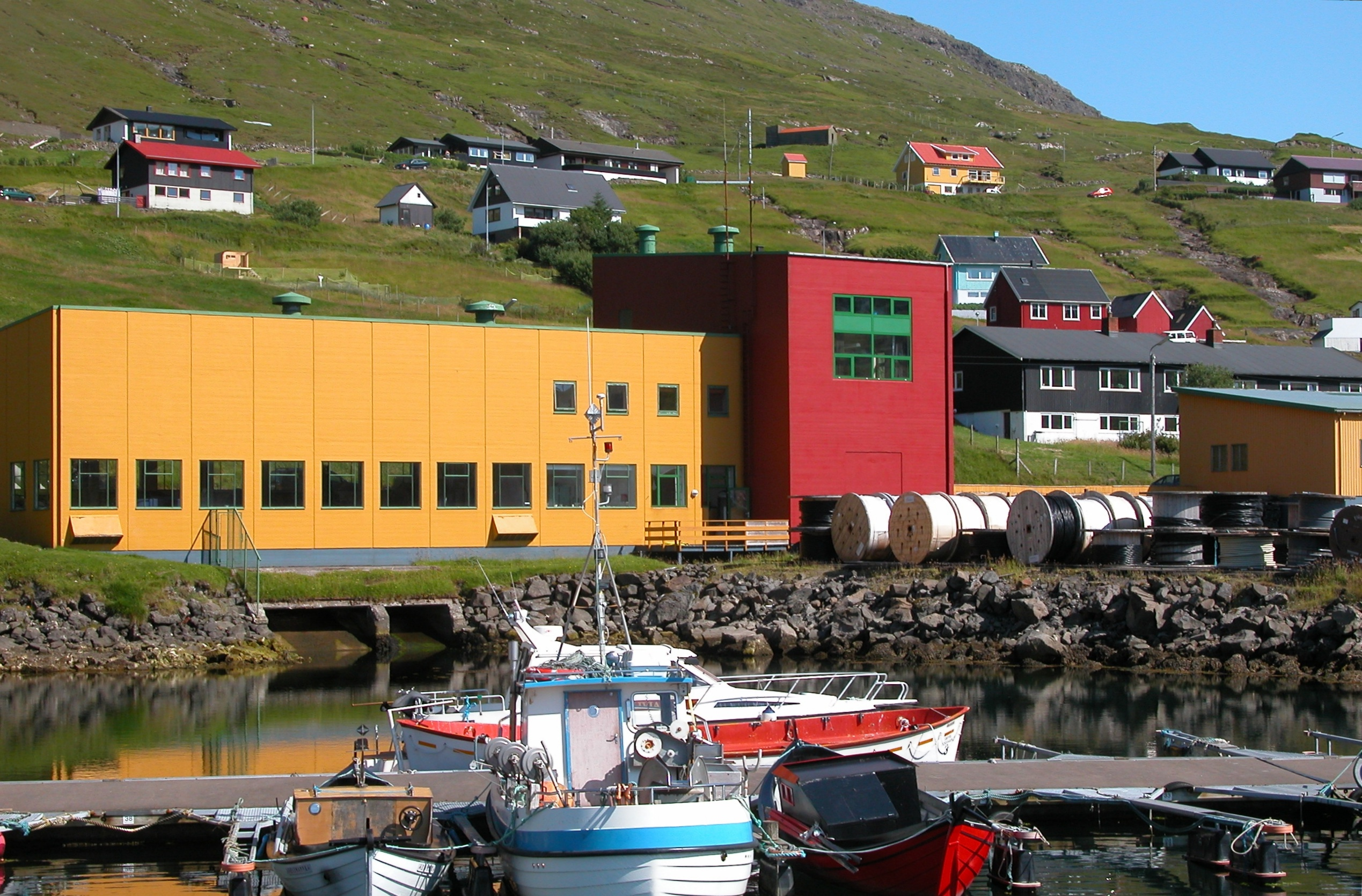
Vestmanna.

Otras localidades de importancia de la isla son: Vestmanna, situada en la zona occidental, Kollafjørður en el centro y Tjørnuvík en el norte. El pequeño poblado de Kirkjubøur tiene también una gran importancia histórica, ya que fue el centro episcopal durante la Edad Media.

## Transporte
Todas las poblaciones insulares están conectadas por carreteras debidamente pavimentadas. La conexión con la vecina Eysturoy es a través de un pequeño puente sobre el estrecho de Sundini. Desde 2002, está en funcionamiento un túnel bajo el mar que conecta Streymoy con Vágar, lo que ha permitido completar la conexión de las tres islas de mayor tamaño.
Aparte de la conexión terrestre, frecuentes servicios de ferry enlazan con las islas de Sandoy y Suðuroy. Durante el verano, diferentes líneas marítimas comunican la capital de la isla con Hanstholm en Dinamarca, Lerwick en Escocia, Bergen en Noruega y Seyðisfjörður en Islandia. 
El aeropuerto más próximo se encuentra en la isla de Vágar.